# آیرونکلاد ریو د ژانیرو
آیرونکلاد ریو د ژانیرو (به انگلیسی: Brazilian ironclad Rio de Janeiro) یک کشتی بود که طول آن ۵۶٫۶۹ متر (۱۸۶ فوت ۰ اینچ) بود. این کشتی در سال ۱۸۶۶ ساخته شد.